# سنسه‌یاس
سنسه‌یاس (به اسپانیایی: Sancellas) یک دهستان در اسپانیا است که در Pla de Mallorca واقع شده‌است. سنسیس ۵۲٫۸۶ کیلومتر مربع مساحت و ۳٬۱۰۵ نفر جمعیت دارد و ۱۲۰ متر بالاتر از سطح دریا واقع شده‌است.